# Xystrocera ansorgei
Xystrocera ansorgei là một loài bọ cánh cứng trong họ Cerambycidae.